# Sukiyaki
Sukiyaki (鋤焼 eller すき焼き) er en japansk gryderet (japansk: nabemono) bestående af papirtyndt snittet oksekød, tofu, Konnyaku-nudler, løg, kinakål og Enoki-svampe. Ingredienserne koges i sojasovs, sukker og mirin i en støbejernsgryde. Før spisningen bliver ingredienserne dyppet i en skål med pisket æg. Sukiyaki tilberedes for det meste direkte ved bordet.
Ligesom ved andre gryderetter har de enkelte japanske regioner hver deres preferencer, når det gælder tilberedning. I Kantō-regionen blandes sojasovs, sukker og mirin for eksempel i køkkenet, mens man i Kansai-regionen blander sovsen ved bordet.
Sukiyaki er ligesom fondue en ret for årets kolde dage og er ofte på menueen ved japanske Bounenkai-fester, der afholdes for at markere afslutningen på et år.
Den japanske sang Ue o muite arukou (omtrent "Når jeg løber, ser jeg op") af Kyuu Sakamoto blev lanceret i Storbritannien og USA under titlen Sukiyaki, og den blev et stort hit. Titlen blev sandsynligvis valgt, fordi den var iøjnefaldende og har ikke noget med teksten at gøre, for der står ikke noget om retten sukiyaki. Det forhindrede dog ikke Blue Diamonds i at offentliggøre en tysksproget schlager i 1963 med samme titel og melodi.